# Let U Go
Let U Go is een nummer dat oorspronkelijk geschreven is door de Canadees Ken Harrison van Wild Strawberries als Wrong to let you go. De Duitse dancediskjockey en producer ATB bewerkte het en bracht het tweemaal uit, waardoor het zowel ATB's 6e als 15e single is. Het origineel van de Wild Strawberries werd in 2000 uitgebracht op hun album Twist.
De eerste versie van ATB van het nummer stond in 2000 op cd 1 (The World of Movement) van ATB's tweede album Two Worlds. Het nummer was qua sound vergelijkbaar met eerdere ATB-singles als The Summer en Killer. De zangpartijen werden verzorgd door Roberta Harrison, de zangeres van de Wild Strawberries en tevens vrouw van Ken Harrison. De samenwerking blijkt succesvol: de hieropvolgende ATB-albums worden meestal door haar ingezongen.
Een jaar later remixte ATB het nummer volledig om die versie vervolgens als single uit te brengen. Hierdoor veranderde de stijl van het nummer nogal en liet hij het kenmerkende ATB-geluid achter zich. Let U Go werd een harder dancenummer zonder gitaar en pitch bend-geluid. Hiernaast werd een tweede couplet toegevoegd evenals een nieuwe hook. In Duitsland werd het een van zijn grootste hits. Elders viel het succes wat tegen, zo haalde het slechts nummer 34 in de Britse charts en werd de top 40 in Nederland niet bereikt. Uiteindelijk werd deze nieuwe versie van het nummer op zijn derde album, Dedicated, geplaatst.
In 2005 kwam van ATB een 'Best Of'-album uit, Seven Years: 1998-2005 genaamd, met daarop alle voorgaande singles en enkele nieuwe tracks. Eén hiervan was Let U Go (2005 Reworked): het bekende nummer was veranderd in een rustige poptrack. Roberta Harrisons vocalen waren vervangen door die van zanger JL (Jan Loché), die tevens de gitaarpartijen in het nummer speelde. Een uptempo dancevariant van deze albumversie werd uiteindelijk als single uitgebracht. In tegenstelling tot de albumversie bevatte de laatste stukjes die aan de single uit 2001 deden denken.
| Single met eventuele hitnotering(en) in de Nederlandse Top 40 | Datum van verschijnen | Datum van binnenkomst | Hoogste positie | Aantal weken | Opmerkingen |
| ------------------------------------------------------------- | --------------------- | --------------------- | --------------- | ------------ | ----------- |
| Let U Go                                                      | 2001                  |                       |                 |              |             |
| Let U Go (Reworked)                                           | 22-5-2006             | 20-5-2006             | tip             |              |             |